# Simulium woodi
Simulium woodi är en tvåvingeart som beskrevs av Meillon 1930. Simulium woodi ingår i släktet Simulium och familjen knott. Inga underarter finns listade i Catalogue of Life.